# Latin
Pour les articles homonymes, voir Latin (homonymie).
Le latin (en latin : Lingua latīna ou Latīna lingua) est une langue indo-européenne de la famille des langues italiques, parlée à l'origine par les Latins dans le Latium de la Rome antique. Le latin, ainsi que les langues romanes (dites parfois néo-latines), sont la seule branche des langues italiques à avoir survécu. Les autres branches sont attestées dans des documents datant de l'Italie préromaine, mais ont été assimilées durant la période républicaine ou au début de l'époque impériale.
Il s'agit d'une « langue morte » au sens de la linguistique, c'est-à-dire qu'il n'existe plus de locuteur natif. Néanmoins, il a été la langue liturgique de la religion catholique jusqu'à la dernière moitié du XXe siècle, qui en a maintenu l'usage quotidien dans les messes partout dans le monde jusqu'au concile Vatican II. Il est resté à ce titre une langue familière à des centaines de millions de fidèles, toujours déclamée pendant la période contemporaine. Son usage liturgique se maintient aujourd'hui encore quotidiennement au sein d'un certain nombre de communautés catholiques réputées traditionalistes, ainsi que dans le cadre du rite extraordinaire catholique, utilisé dans les grandes occasions pour son caractère solennel. Il est la principale langue de chants liturgiques sacrés de l'Église catholique.
Du point de vue de ses usages non-liturgiques et de son enseignement, il est resté une langue d'échanges intellectuels et de compositions poétiques en Europe jusqu'à la période contemporaine, objet d'une production abondante, avec des œuvres majeures écrites en latin, telles que De vulgari eloquentia ou De Monarchia de Dante Alighieri, l'Éloge de la folie ou les Colloques d'Érasme, l'Epitome Astronomiae Copernicanae de Johannes Kepler, omniprésent dans les œuvres de Charles Baudelaire, Victor Hugo, Arthur Rimbaud, Paul Verlaine, etc... Il continue à faire l'objet d'une initiation systématique dans de nombreux systèmes d'enseignement européens encore au XXIe siècle. Sa connaissance et son usage se maintiennent à l'université et dans le clergé : il peut être considéré à ce titre comme une « langue ancienne ». De nombreuses écoles et universités continuent de l'enseigner et le nombre de locuteurs dans le monde est estimé à 2 000 personnes.
Le latin est en outre la langue officielle de l'État du Vatican. Il fait l'objet de projets de simplification et de modernisation réguliers, tels que le latino sine flexione de Peano, et fait partie des options envisagées régulièrement pour établir une langue vernaculaire dans l'Union européenne. Il est employé quotidiennement dans d'innombrables expressions proverbiales, philosophiques, politiques ou cérémoniales dans tous les pays d'Occident : Cogito ergo sum ; In vino veritas ; Veni, vidi, vici ; Habemus papam, etc. D'innombrables émissions lui sont entièrement dédiées sur tous les types de médias, avec un certain nombre d'émissions de radio animées uniquement en latin. Enfin, il est toujours utilisé abondamment pour la production de néologismes dans de nombreuses familles de langues.
Langue flexionnelle, le latin comporte sept cas, deux nombres et trois genres. L'alphabet latin est dérivé des alphabets étrusque et grec. Enrichi de lettres supplémentaires et de signes diacritiques, il est utilisé aujourd'hui par de nombreuses langues vivantes et comportait à l'époque classique 23 lettres, dont 4 voyelles, 2 semi-voyelles et 17 consonnes.

## Histoire

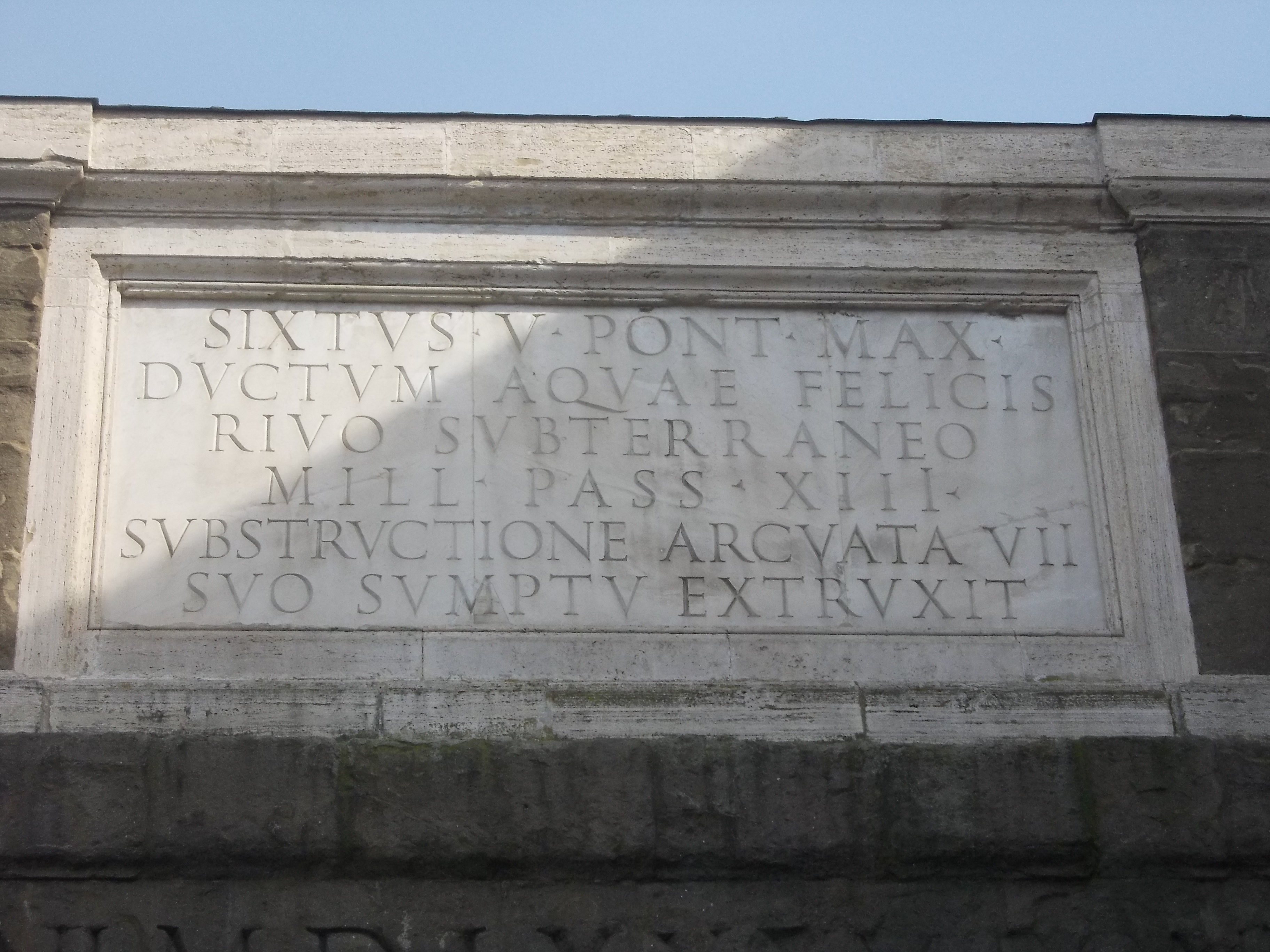
Arc du pape Sixte V à Rome, plaque et inscription en latin.

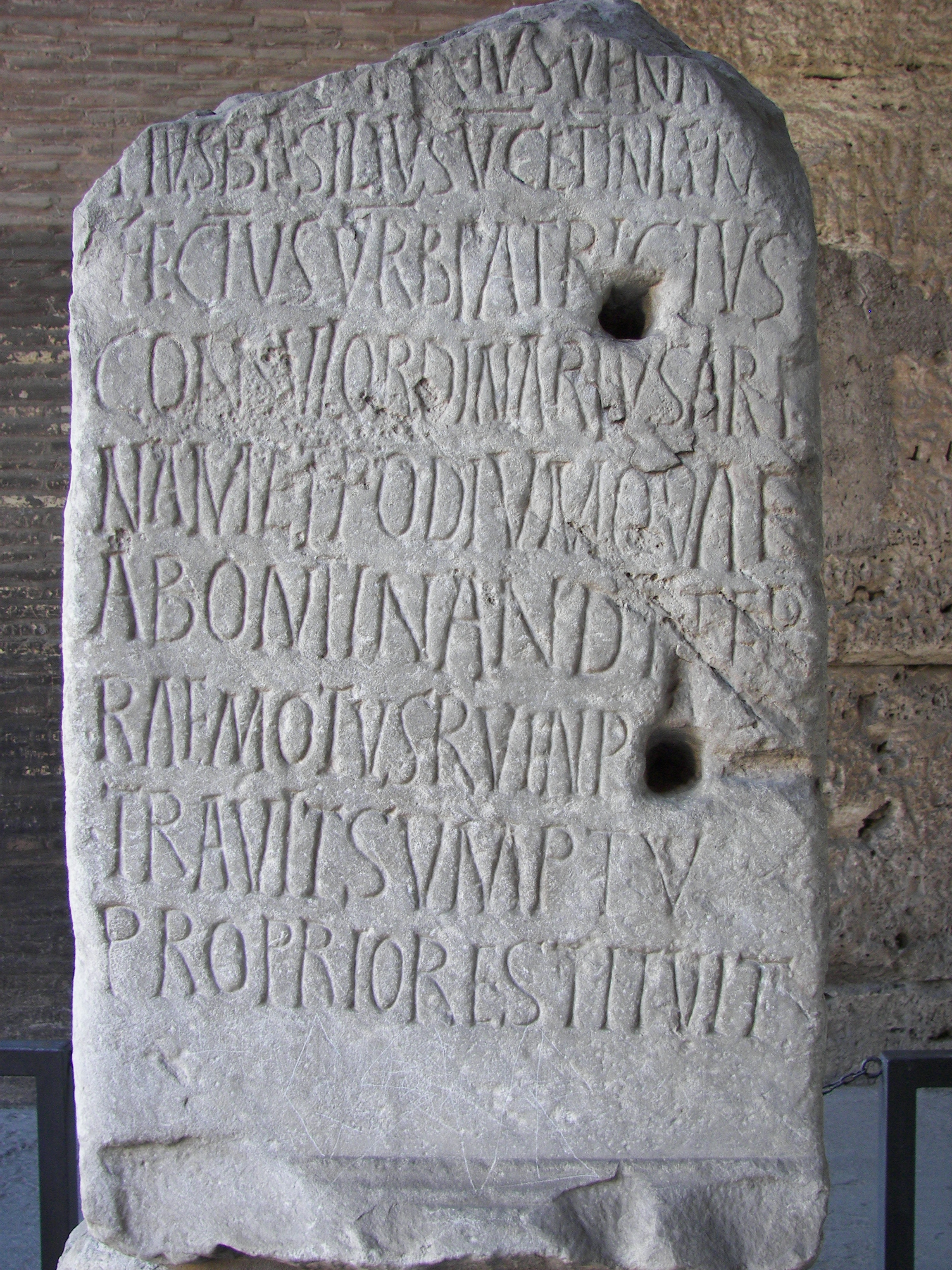
Inscription latine au Colisée à Rome.

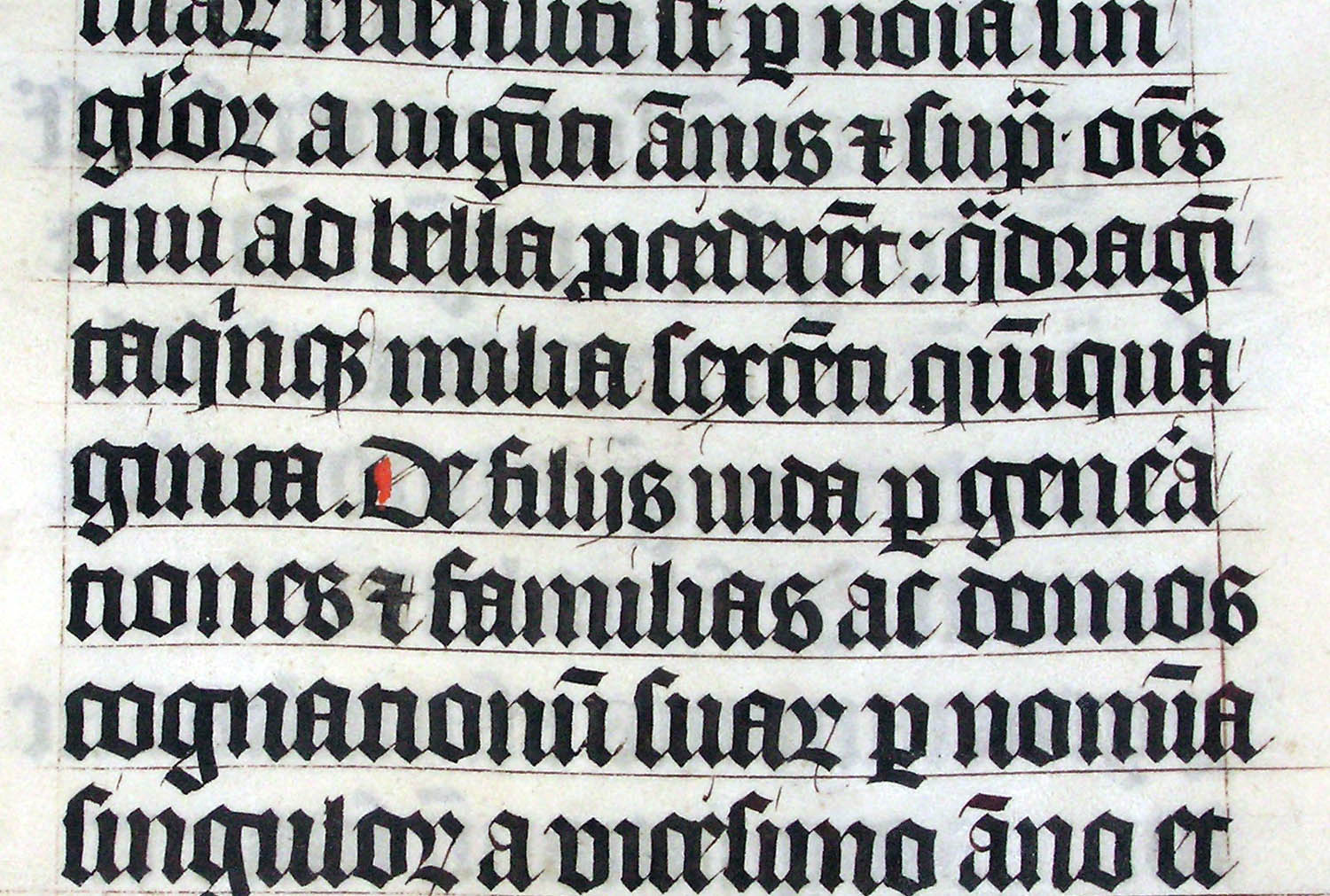
Calligraphie d'une bible en latin en 1407.

### Origines
Les langues italiques formaient, à côté des langues celtiques, germaniques et helléniques, une sous-famille « centum » des langues indo-européennes qui incluait le latin, parlé par la population du Latium en Italie centrale (les Latins), et d'autres parlers comme l'ombrien et l'osque, au voisinage immédiat d'une langue étrusque non indo-européenne mais dont le latin a subi l'influence culturelle. De nos jours, les langues italiques sont représentées par les langues romanes, issues du latin populaire (l'italien, le roumain/moldave, l'aroumain, le français, l'occitan (Gascon), le francoprovençal, le catalan, l'espagnol (Castillan), le portugais, le sarde, le ladin, le corse, etc., ainsi que des langues aujourd'hui éteintes, comme le dalmate ou le mozarabe).

### Latin archaïque
On appelle latin archaïque (prisca latinitas) l'état du latin en usage de l'origine (VIIIe siècle av. J.-C.- VIIe siècle av. J.-C.) jusqu'au tout début du Ier siècle av. J.-C. Il se distingue du latin classique par la grammaire (présence du cas locatif, différentes terminaisons des déclinaisons et des conjugaisons, pronoms personnels), l'orthographe (absence des lettres G, Y et Z, notation différente de certains phonèmes et diphtongues) et bien sûr par des différences de lexique et de locutions, mais l'évolution a été graduelle : les locuteurs du latin de l'époque impériale ne rapportent pas de difficulté à comprendre le latin archaïque, à l'exception de quelques textes qui doivent dater de l'époque royale, essentiellement des chants.

### Latin classique
L'expansion territoriale de la Rome antique assure au latin une diffusion de plus en plus large à partir du IIIe siècle av. J.-C. Langue officielle de l'Empire romain, elle se répand dans la majeure partie de l'Europe occidentale, de l'Afrique du nord, de l'Asie Mineure et des régions danubiennes. Sous l'Empire, le latin est la langue du droit, de l'administration romaine et de l'armée ainsi que des nombreuses colonies romaines, coexistant avec le grec et les parlers locaux.

### Bas-latin
Après la chute de l'Empire romain d'Occident au Ve siècle, les envahisseurs germaniques adoptent progressivement le mode de pensée romain et la langue latine afin d'asseoir leur légitimité. Tout au long du haut Moyen Âge, bien qu'il ne soit pas une langue vernaculaire, le latin reste la langue des actes officiels, de la diplomatie, de la liturgie et de la littérature savante (théologie, philosophie, sciences).
Durant la suite du Moyen Âge, les langues locales s'affirment sur le plan littéraire et intérieur, et tandis qu'il donne naissance à de nombreuses langues vernaculaires dérivées (les langues romanes) et que des langues non romanes (comme l'anglais ou l'allemand) lui empruntent du vocabulaire, le latin reste influent aux plans diplomatique, juridique, scientifique et philosophique.

### Latin médiéval
Le latin est réformé vers 800, puis au XIe siècle, sur le modèle du latin classique, afin d'éviter une dérive vers les langues vernaculaires qui en étaient issues.
Pendant tout le Moyen Âge, le latin fait office de langue liturgique de l'Église catholique romaine. Presque toutes les bibles utilisées à cette époque en Occident sont écrites en latin, sur le modèle de la Vulgate de saint Jérôme, de même que les autres livres liturgiques. L'Historia scholastica de Pierre le Mangeur, texte de base pour l'étude de la Bible à partir des années 1170, est écrit en latin. La traduction de la Bible en langues vernaculaires est même interdite à la fin du XIIe siècle par des lettres du pape Innocent III, puis par plusieurs conciles au début du XIIIe siècle. Les lettrés s'expriment toujours en latin. La langue des universités est le latin, dès la création de celles-ci vers la fin du XIIe siècle. Les intellectuels du Moyen Âge écrivent tous leurs traités en latin. Par exemple, l'encyclopédie (pour employer un terme contemporain) de Vincent de Beauvais, le Speculum maius, est écrite en latin. Toutefois, à partir du concile de Tours (813), dans les territoires correspondant à la France et l'Allemagne actuelles, les homélies ne sont plus prononcées en latin mais en « langue romane rustique » (gallo-roman), ou dans la « langue tudesque » (germanique).
Pendant le Moyen Âge, on désigne par le mot litteratus une personne qui maîtrise le latin. L'illiteratus est celui qui l'ignore, ce qui ne signifie pas qu'il n'est pas « lettré ».

### Latin humaniste
À la Renaissance, la fonction scientifique et philosophique de la langue latine commence à décliner, tout comme sa fonction diplomatique (Ordonnance de Villers-Cotterêts, 1539). Cela n'empêchera pas Érasme de publier une quantité de textes en un latin redevenu classique et très riche ; de même, René Descartes (1596 – 1650) écrit volontiers en latin… surtout lorsqu'il est pressé (même s'il publie son Discours de la méthode d'abord en français pour des raisons particulières ; les ouvrages de son époque sont souvent imprimés en latin pour être diffusés dans toute l'Europe). Dans la partie germanique de l'Europe (où le droit romain reste en vigueur jusqu'à la fin de l'Empire), le latin restera plus longtemps la langue des publications importantes ou scientifiques, tandis que du côté français, d'énormes efforts sont accomplis (surtout avec Louis XIV) pour le remplacer par un français châtié et remanié. Le latin reste toutefois la langue liturgique et officielle du catholicisme (textes doctrinaux ou disciplinaires, droit, etc.).

### Néolatin
Le terme néolatin s'est répandu vers la fin des années 1890 parmi les linguistes et les scientifiques. Il sert aux spécialistes des lettres classiques à désigner l'utilisation de la langue latine après la Renaissance, dans un but aussi bien scientifique que littéraire. Le début de la période est imprécis mais le développement de l'éducation chez les laïcs, l'acceptation des normes littéraires humanistes, ainsi que la grande disponibilité de textes latins qui a suivi l'invention de l'imprimerie, marquent une transition vers une ère nouvelle à la fin du XVe siècle. Au XIVe siècle, le latin est une langue privilégiée dans l'enseignement tant ouest-européen (heures de cours, rédaction des thèses) qu'est-européen, bien qu'il ne soit guère plus utilisé que par les commentateurs et éditeurs de textes antiques[réf. nécessaire]. En Belgique, l'usage de la langue vulgaire dans les universités n'a été toléré qu'à partir de 1835 environ. La fin de la période néo-latine est également indéterminée, mais l'usage normal du latin pour communiquer les idées est devenu rare après quelques décennies au XIXe siècle et, vers 1900, c'est dans le vocabulaire scientifique international de la cladistique et de la systématique qu'il survivait essentiellement.

### Latin contemporain

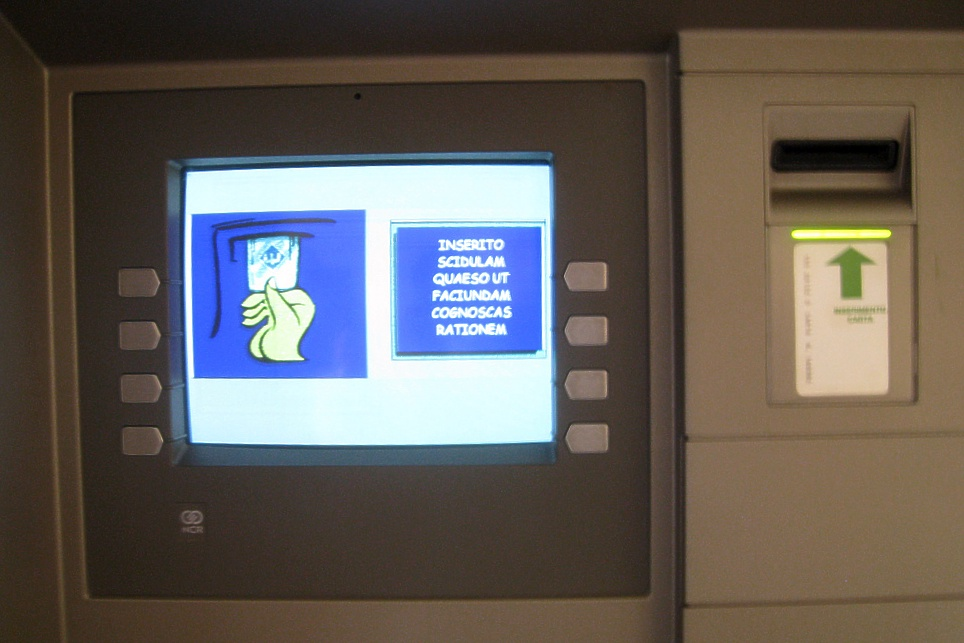
Guichet automatique bancaire en latin au Vatican.

Logo du Conseil de l'Union européenne.

Au XXe siècle, c’est avant tout une langue de culture, qui reste utilisée par l’Église catholique romaine depuis l’époque de l’Empire romain. C’est avec le français, langue diplomatique, la langue officielle du Saint-Siège, tandis que de l'État du Vatican utilise de facto l'italien ; le latin est aussi partiellement langue d'enseignement dans les universités pontificales romaines. Le latin est maîtrisé sans être pratiqué par des évêques, prêtres et diacres catholiques. Des publications latines profanes sont également réalisées tout au long du XXe siècle, comme celles des communistes russes, qui publient tous leurs ouvrages de botanique en latin pendant la période de la guerre froide[réf. nécessaire], des traductions en latin de certains albums de la bande dessinée Astérix ou, plus récemment, des deux premiers tomes du best-seller Harry Potter.
Il reste de plus dans l’Église catholique romaine divers mouvements traditionalistes, comme les fraternités sacerdotales Saint-Pierre ou Saint-Pie-X, qui célèbrent la messe suivant le rite tridentin, en latin, forme ordinaire dans l'Église romaine avant la réforme liturgique de 1969 adossée au concile Vatican II. Celui-ci, dans la constitution sur la liturgie Sacrosanctum Concilium, demande une participation active des fidèles dans la liturgie et, pour ce faire, introduit une série de modifications, dont un usage plus important des langues vernaculaires (SC 36), même si celles-ci ne sont pas originellement censées se substituer totalement au latin. Le pape Benoît XVI rétablit l'usage complémentaire du rite tridentin sans limitations en 2007, par le motu proprio Summorum Pontificum. Sous la forme ordinaire, la messe devrait aussi être dite en latin[réf. nécessaire], quoique ce soit rarement le cas dans les faits.
Au début du XXIe siècle, de nombreux mouvements, tels le Vivarium Novum de Rome, la Schola Nova de Belgique, la Domus Latina de Bruxelles ou l'ALF, prônent son maintien comme langue de communication européenne, et l'utilisent notamment lors de congrès : il s'agit de promouvoir le latin classique comme une véritable langue moderne grâce aux ajouts de vocabulaire. Dans Le Monde, Pierre Georges mentionne soixante mille mots ou expressions ajoutés au latin au cours du siècle écoulé, dont res inexplicata volans pour « OVNI » ou vis atomica pour « puissance nucléaire ». Des revues et des sites Web sont édités en latin (par exemple le magazine de mots croisés Hebdomada Aenigmatum), tandis que la radio finlandaise a émis en latin trois fois par semaine pendant plus de vingt ans jusqu'en juin 2019. Radio F.R.E.I. d'Erfurt (Allemagne) a une émission en latin chaque semaine. La prononciation contemporaine qui semble s'imposer est la prononciation ancienne restituée. Radio Vatican émet une fois par semaine un journal d'actualité radiophonique Hebdomada Papæ, d'une durée de cinq minutes dont la prononciation utilisée est italienne. Radio Vatican retransmet également quotidiennement des offices divins catholiques en latin (Completorium, Laudes, Vesperæ) et la Sainte-Messe. Enfin, Radio Vatican consacre une émission dénommée Anima Latina sur l'approfondissement de la connaissance du latin, la langue officielle de l'Église catholique et de la liturgie (avec les langues vernaculaires depuis le Concile Vatican II) dans l'Église latine.

#### Répartition géographique
Le latin est toujours aujourd'hui la langue officielle de l'Église catholique. Par exemple, le Code de droit canonique de 1983 et même le Code des canons des Églises orientales (qui pourtant n'ont jamais utilisé le latin comme langue liturgique) de 1990 sont écrits en latin, et les spécialistes font constamment référence au texte latin[réf. nécessaire].
Le nombre de locuteurs courants est estimé à 2 000 ; selon le latiniste Reginald Foster, le nombre de locuteurs courants en 2013 se limite à cent personnes.

## Écriture
Les Romains sont les créateurs de l'alphabet latin qui comportait, à l'époque classique, les 20 lettres suivantes :
| A | B | C | D | E | F | G | H | I | L | M | N | O | P | Q(V) | R | S | T | V | X |
| a | b | c | d | e | f | g | h | i | l | m | n | o | p | q(u) | r | s | t | u | x |

Les lettres k, y et z sont rares : k n'existait pas dans l'alphabet latin (on ne peut guère signaler que les noms communs « Kalenda » et « Kalumniator » et les noms propres « Kaeso » et « Karthago » (Carthage)), mais était initialement utilisé un c devant a, o et les consonnes ; y et z ont été ajoutées pour transcrire les mots grecs à partir de l'époque classique.
Quintilien se plaint que cet enrichissement de l'alphabet permette de mieux transcrire les mots grecs que les mots latins.

## Prononciation

### Prononciation ancienne restituée
On ne connaît pas avec une précision totale la prononciation du latin classique, malgré les nombreux témoignages laissés par les auteurs latins et les moyens mis en œuvre par la méthode comparatiste (cf. remarque de Quintilien ci-dessus).
L'une des modifications les plus importantes depuis l'indo-européen commun est le rhotacisme (passage de [s] à [r] dans certaines conditions ; principalement entre voyelles). La prononciation d'une langue n'étant pas figée, tant que le latin a été parlé, ses phonèmes ont évolué. Les évolutions les plus flagrantes ont été :
- ae (diphtongue) : initialement [ae̯], puis se monophtongue en [ɛ] (e ouvert) à partir du IIe siècle apr. J.-C., confondant ainsi son évolution avec celle de ĕ (e bref) ;
- au (diphtongue) : [au̯] ; cette diphtongue, hormis dans certaines prononciations dialectales, s'est conservée tout au long du latin ; en Gaule du Nord, par exemple, elle ne se monophtongue en [ɔ] qu'à partir de la deuxième moitié du Ve siècle ;
- c : [k] (toujours dur) ; dans les inscriptions archaïques (et, à l'époque classique, dans les prénoms Gaius et Gnaeus), c pouvait servir à noter [g] ;
- ch : [kʰ] (aspiré, comme en grec ancien) ;
- g : [g] (toujours dur) ;
- h : initialement /h/ (comme en anglais ou en allemand) puis très rapidement simple légère aspiration, dès les premiers textes littéraires et jusqu'à la fin de l'époque républicaine, époque où il s'amuït dans la langue populaire. Il se maintient toutefois à l'école et dans la langue cultivée jusqu'à la fin de l'Empire romain d'Occident.
- i : note à la fois la voyelle [i], longue ou brève, et la semi-consonne [j] ([jj] entre deux voyelles) ; dans les éditions scolaires, quand i vaut [j], il est souvent écrit j, distinction que les Romains ne pratiquaient pas (pour cause : la lettre j n'est apparue que bien après) : ils écrivaient ‹ I › en toute position ;
- m : [m] ; amuï de bonne heure en fin de mot : si bien que rosam se prononçait comme rosa. Toutefois, cet amuïssement ne touche pas les monosyllabes : rem et quem ont donné respectivement rien en français et quien en espagnol.
- oe : [oe̯] puis se monophtongue en [e] (e fermé), écrit ‹ œ › à partir du IIe siècle apr. J.-C., confondant ainsi son évolution avec celle de ē (e long) ;
- ph : [pʰ] (aspiré ; emprunté au grec ancien) ;
- qu : [kʷ] ;
- r : [r] consonne roulée alvéolaire voisée (« r roulé ») ;
- s : toujours [s] ; le latin ne connaissait pas le son [z], remplacé par [r] (rhotacisme) ;
- th : [tʰ] (aspiré ; emprunté au grec ancien) ;
- u : note à la fois la voyelle [u] longue ou brève, et la semi-consonne [w] ; la distinction entre u et v en minuscules est relativement récente et ne s'emploie plus que dans les éditions scolaires. Les Romains écrivaient V en toute position. Dans toute l'aire gallo-romane, ū (u long) évoluera par la suite en [y] ;
- x : [ks]; non pas un phonème, mais une convention orthographique pour une séquence de deux consonnes [k]+[s] – ex. : exire [ek.ˈsiː.re] ;
- y : [y] ; emprunté au grec ancien, se prononce [y] suivant le modèle grec ; toutefois, plus tard, en bas latin, il s'articule soit [u], soit [i], selon les cas ;
- z : [d͡z] (emprunté au grec ancien) ; consonne double ne se trouvant que dans quelques mots grecs ;
- l'existence de voyelles nasales est controversée.

Chaque voyelle (a, e, i, o, u, y) peut être brève ou longue (distinguées aujourd'hui par le diacritique ˘ ou ¯). Le latin antique était une langue à accent de hauteur aussi dotée d'un accent d'intensité secondaire.
Certaines consonnes peuvent être géminées, ex. : « siccus », « stella », « annus », « terra », « grossus », « littera », etc.
Le latin enseigné actuellement en France (et dans beaucoup de pays à travers le monde) correspond la plupart du temps à cette prononciation restituée du Ier siècle av. J.-C. : c'est cette prononciation qu'il faut pratiquer pour lire à peu près convenablement un texte latin et qui est presque généralisée actuellement dans les congrès internationaux qui choisissent cette langue.

### Prononciation médiévale
- ae et oe, donnent [e] ; ex. : (caelum, class. [ˈkae̯lum] ; méd. [ˈt͡selum] ; le ciel).
- h : initialement [h] (comme en anglais ou en allemand) puis très rapidement simple légère aspiration (dès les premiers textes littéraires) ;
- c se prononce [t͡s] devant les voyelles e et i et devant les diphtongues ae et oe : « Caesar » [t͡sesar], « Cicero » [tsitsero], etc.;
- g : [g] (toujours dur) : « Graecia » [ˈgret͡sia], « genus » [ˈgenus], etc. ;
- r : [r] (« r roulé ») ;
- sc se prononce [sts] devant les voyelles e et i et devant les diphtongues ae et oe : « scientia » [stsiˈentsia] ;
- le digramme ph se prononce [f] (philosophia [filoˈzofia]) ;
- ti se prononce devant les voyelles [t͡si] : « ratio » (« la raison »), en latin class. [ˈratioː], en latin méd. [rat͡sio] ;
- sti, tti, xti valent toujours [sti], [tti], [ksti] : « mixtio » [ˈmikstio] « Attius » [ˈattius];
- x se prononce [ks] ; ex. : (ex, [ɛks] ; de).

### Prononciation ecclésiastique
Une autre prononciation du latin est celle du « latin ecclésiastique », ou « latin d'église », qui est assez proche du bas-latin, voire de l'italien, avec quelques exceptions. Cette prononciation, qui n'est fondée sur aucune base philologique sérieuse, est celle définie par Érasme dans son ouvrage Dialogus de recta latini graecique sermonis pronuntiatione écrit en 1528.
- ae et oe, donnent [e] ; ex : (caelum, class. [kaelum] ; eccl. [t͡ʃelum] ; le ciel).
- h est généralement ignoré ;
- c se prononce [t͡ʃ] devant les voyelles e et i et devant les diphtongues ae et oe ;
- g se prononce [d͡ʒ] devant les voyelles e et i et devant les diphtongues ae et oe ;
- sc se prononce [ʃ] devant les voyelles e et i et devant les diphtongues ae et oe ;
- le digramme ph se prononce [f] (philosophia [filosofia]) ;
- tio se prononce [t͡sio] (mais stio, ttio, xtio restent [stio], [ttio], [kstio]) ; ex. :(ratio, class. [ratio] ; eccl. [rat͡sio]) ;
- x se prononce [ks] ; ex. : (ex, [eks] ; de).

## Grammaire
Voici quelques généralités sur la grammaire du latin classique.

### Morphologie
La morphologie du latin est celle d'une langue hautement flexionnelle.

#### Système nominal
On compte dans le système nominal autant les noms que les adjectifs, qui suivent des flexions proches, sinon similaires. La flexion nominale comporte : 
- deux nombres : singulier et pluriel, avec des survivances de duel (dans les formes des adjectifs numéraux duo, duae, duo et ambo, ambae, ambo) ;
- trois genres : masculin, féminin et neutre ;
- cinq types de déclinaisons[note 4] pour le nom. Ces cinq types, que tous les livres de grammaire latine distinguent classiquement, ne sont en fait que des catégories qui elles-mêmes se subdivisent en différentes sous-catégories avec pour chacune un tableau de déclinaisons associé. Ainsi, dans la 3e déclinaison, on distingue les thèmes consonantiques (leo, leonis, m., « le lion » a pour thème leon-) des thèmes en -i (civis, -is, m., « le citoyen » a pour thème civi-), etc. ; en outre, pour les 3 premières déclinaisons, il existe des variantes pour les noms d'origine grecque. La déclinaison offrant le plus d'irrégularités est de loin la 3e déclinaison (rete, -is, n., « le filet, le piège » ; os, oris, n., « le visage » ; securis, -is, f. « la hache », etc.). Quelques noms, typiquement d'origine étrangère, sont indéclinables ou ont une déclinaison qui leur est propre, comme « Iesus » ;
- deux classes d'adjectifs : la première se forme à partir des deux premières déclinaisons de noms, la seconde à partir de la troisième déclinaison de noms. La classe offrant le plus d'irrégularités est la 2e classe. Certains adjectifs tels « nequam », « frugi » sont indéclinables ;
- trois degrés de l'adjectif : positif, comparatif (de supériorité, ainsi qu'à valeur intensive ou excessive) et superlatif (à valeur à la fois relative et absolue), marqués par des suffixes. Il y a des exceptions pour certains adjectifs courants, comme « bonus, a, um », « bon » qui donne « melior, ior, ius » au comparatif et « optimus, a, um » au superlatif (cf. meilleur, meilleure, mieux)
- sept cas : nominatif, vocatif, accusatif, génitif, datif, ablatif, locatif. Le nominatif, l'accusatif, le génitif, le datif et l'ablatif existent pour la quasi-totalité des noms à quelques noms défectifs près tels « vicis » (« tour, retour »). Le vocatif n'est différencié du nominatif que dans la 2e déclinaison ; quant au locatif, il est limité aux noms propres de villes et de petites îles des deux premières déclinaisons (« Romae » : « À Rome ») et à quelques noms communs isolés. Ces derniers sont « domī » (« à la maison »), « humī » (« par terre »), « rurī » (« à la campagne ») et « bellī » (« à la guerre ») [8] ainsi que les noms communs « vĕspĕr » (« soir ») et « mīlitia » (« armée »).

#### Système verbal
La conjugaison du verbe latin repose tout entière sur l'opposition de deux thèmes, celui du présent (infectum) et celui du parfait (perfectum).
Le système verbal latin s'organise en fait à partir de trois radicaux :
- Infectum
  - Radical du présent
- Perfectum
  - Radical du parfait (qui ne concerne pas les verbes déponents)
  - Radical du supin

La classification scolaire en 4 ou 5 conjugaisons, basée sur la voyelle finale du thème, n'est valable que pour la série de l'infectum, construite sur le radical du présent. À la série du perfectum, construite sur les radicaux du parfait et du supin, cette distinction est inappropriée,.

##### Présent
Le radical du présent s'obtient en enlevant à l'infinitif présent sa désinence -re.
- 1re conjugaison : thèmes en -ā-
  - amā-re, -o, -ās, -at, -āmus, -ātis, -ant. (aimer)
- 2e conjugaison : thèmes en -ē-
  - monē-re, -eo, -ēs, -et, -ēmus, -ētis, -ent. (avertir)
- 3e conjugaison : thèmes consonantiques (+ thèmes en -u, comme statu-ĕ-re), avec voyelle thématique -ĭ-
  - legӗ-re (de leg-ĭ-se, avec rhotacisme), -o, -is, -it, -imus, -itis, -unt. (lire)
- 4e conjugaison : thèmes en -ī-
  - audī-re, -io, -īs, -it, -īmus, -ītis, -iunt. (entendre)
- 4e conjugaison bis : thèmes en -ĭ-
  - capӗ-re (de capĭ-se), -io, -is, -it, -imus, -itis, -iunt. (prendre)
- Il existe également quelques verbes irréguliers au thème du présent – d'anciens verbes athématiques pour la plupart[13] –, qui ne sont pas classés dans ces groupes, par exemple :
  - esse, sum, es, est, sumus, estis, sunt (être) et ses composés (posse, abesse, etc.)
  - ferre, fero, fers, fert, ferimus, fertis, ferunt (porter) et ses composés (conferre, auferre, etc.), dont la conjugaison est identique à celle de lego (3e conjugaison), à l'exception de quelques formes athématiques (fers au lieu de *ferĭs, ferre au lieu de *ferĕre, etc.).

### Syntaxe
Les phrases principales latines se composent comme en français de :
- Un sujet au nominatif (plus des épithètes éventuels)
- Un verbe conjugué
- Un/des complément(s)

Exemples : 
- Caesar consul fuit = César fut consul.
- Puer stultus fructum edit = L'enfant stupide mange un fruit.

Remarque :
- Le verbe conjugué est souvent placé en fin de proposition principale (voir ex. plus haut).
- Le sujet est souvent sous-entendu dans la conjugaison du verbe : on trouvera « edo/edis/edit/edimus/editis/edunt fructum = Je/tu/il/nous/vous/ils mange(s)/(eons)/(ez)/(ent) un fruit ».

Les phrases secondaires latines sont :
- Les propositions infinitives. Elles contiennent :
  - Un verbe conjugué à l'indicatif (verbe de la phrase principale se construisant avec une proposition infinitive).
  - Un sujet à l'accusatif.
  - Un verbe à l'infinitif (base de la proposition infinitive).

Exemple : dico eum (pronom-déterminant à l'accusatif) puerum esse = Je dis qu'il est un enfant.
Remarque : la conjonction de subordination se place en français entre le verbe principal et le sujet de la proposition infinitive.
L'infinitif utilisé dans les propositions varie selon le sens et la concordance des temps (voir infinitifs latins).
- Les propositions subordonnées relatives.
  - Elles se forment comme en français, avec le pronom relatif qui, quae, quod, qui s'accorde avec le nom dont la relative est le complément.
  - Ex. : Caesar, qui consul fuit, pulcher erat = César, qui fut consul, était beau.
  - Cepit res quae Caesari erant = Il a pris des choses qui étaient à César.

#### Déclinaison
- masculin singulier : nominatif : qui ; Acc : quem ; Gén : cuius ; Datif : cui ; Ablatif : quo
- masculin pluriel : qui ; quos ; quorum ; quibus ; quibus
- féminin singulier : quae ; quam ; cuius ; cui ; qua
- féminin pluriel : quae ; quas ; quarum ; quibus ; quibus
- neutre singulier : quod ; quod ; cuius ; cui ; quo
- neutre pluriel : quae ; quae ; quorum ; quibus ; quibus

Les propositions subordonnées complétives / COD
- Exprimant la demande, la volonté, l'effort :
  - verbe de phrase principale se construisant avec une proposition COD de demande
  - ut (négation ut ne) + verbe conjugué au subjonctif présent/imparfait.
  - ex. : Opto ut (ne) sanes = Je souhaite que tu (ne) guérisses (pas
- Exprimant l'empêchement :
  - verbe de phrase principale se construisant avec une proposition COD d'empêchement
  - ne/quominus + verbe conjugué au subjonctif présent/imparfait, si la principale est affirmative.
  - OU quin+ verbe conjugué au subjonctif présent/imparfait, si la principale est négative.
  - Ex. : Prohibeo ne videat = J'empêche qu'il voie/ Je l'empêche de voir.
  - Non prohibeo quin videat = je n'empêche pas qu'il voie/ Je ne l'empêche pas de voir.
- Exprimant la crainte :
  - verbe de phrase principale se construisant avec une proposition COD de crainte
  - ne + verbe conjugué au subjonctif (si l'on craint que le fait ne se produise)
  - ne…non + verbe conjugué au subjonctif (si l'on craint que le fait ne se produise pas)
- Exprimant le doute ou l'interrogation :
  - un verbe de questionnement
  - un mot interrogatif (quis, quis, quid)(qui, quae, quod)(quo (où/quand), quomodo (comment) )
  - OU une particule interrogative (simple : ne/nonne/num // double : utrum…an / utrum annon/necne)
  - un verbe conjugué au subjonctif. Choix du subjonctif selon la concordance des temps.

#### Le comparatif et le superlatif

##### Le comparatif
Le comparatif de supériorité se forme à partir du radical d'un adjectif (ex. clarus ⇒ clar) + ior, ior, ius. Le comparatif de clarus est donc clarior, ior, ius.
- Le comparatif de supériorité.
  - Le comparatif peut servir à comparer des choses :

ex. : Pierre est plus grand que Paul = Petrus maior est quam Paulus.
- - Le comparatif de supériorité utilisé seul se traduit par assez/trop/un peu (dans un sens ironique.)

ex. : cette chose est assez grande = Haec res maior est.
- Le comparatif d'égalité.

ex. : Pierre est aussi célèbre que Paul = Petrus tam clarus est quam Paulus.
- Le comparatif d'infériorité.

ex. : Pierre est moins célèbre que Paul = Petrus minus clarus est quam Paulus.

##### Le superlatif
Il a le même usage qu'en français.
Pour le former, on prend le radical d'un adjectif (ex. clarus ⇒ clar) + issimus, issima, issimum.
Donc, le superlatif de clarus, a, um est clarissimus, issima, issimum.
- Le superlatif de supériorité.

ex. : Paulus clarissimus est inter omnes/ex omnibus/omnium = Paul est le plus célèbre de tous.
- Le superlatif de supériorité employé seul.

ex. : Paulus clarissimus est = Paul est très célèbre.
- Le superlatif d'infériorité.

ex. : Paulus minime clarus est inter omnes/ex omnibus/omnium = Paul est le moins célèbre de tous.
Attention: certains comparatifs et superlatifs sont irréguliers.

## Lexique

### Lexique hérité de l'indo-européen
Comme toute langue indo-européenne, le latin hérite d'un certain nombre de termes du lexique indo-européen commun. Ainsi, à agnus, « agneau », correspondent le vieux-slave агнѧ (agnę), le russe ягнёнок (iagnionok), le grec ancien ἀμνός/amnós, le breton oan, etc., qui descendent tous de l'étymon *h₂egʷʰno.

### Lexique emprunté aux langues non italiques voisines
Le latin emprunte ensuite aux langues non italiques voisines :
- au grec, qui a fourni, tout au long de l'histoire de la langue latine, le plus d'emprunts, dans tous les domaines de la vie ;
- au gaulois ;
- à l'étrusque, pour des mots comme kalendae, « calendes » (d'où calendrier), ou uerna, « esclave né à la maison » (d'où vernaculaire) du lexique courant et religieux.

### Lexique emprunté aux langues italiques voisines
Enfin, le latin emprunte aux langues italiques voisines : osque, ombrien.

### Évolution du lexique latin vers le lexique français
Un mot latin peut avoir directement engendré un mot français ; c'est le cas pour ala /aile, amare /aimer, barba /barbe, 
carpa /carpe, etc.
Dans d'autres cas, la situation n'est pas si simple et le mot a évolué d'une manière moins linéaire : aqua, « eau », donne eau mais après une autre évolution phonétique, le même étymon aqua a donné le doublet ève, encore présent dans le doublet populaire évier de aquarium. Fagus, « hêtre », se voit évincé par un mot germanique et crus, « jambe », ne se retrouve qu'indirectement dans crural.

### Exemples
| Mot latin | Traduction                 | Prononciation classique (avec API) | Dérivé savant français |
| --------- | -------------------------- | ---------------------------------- | ---------------------- |
| aqua      | eau                        | akwa [ˈa.kʷa]                      | aquarium               |
| bibӗre    | boire                      | bibéré [ˈbi.be.re]                 | imbiber                |
| caelum    | ciel                       | kaéloum [ˈkae̯.lum]                 | céleste                |
| diēs      | jour                       | diéés [ˈdi.eːs]                    | diurne                 |
| ӗdӗre     | manger                     | édéré [ˈe.de.re]                   | postprandial           |
| fēmĭna    | femme                      | féémina [ˈfeː.mi.na]               | féminin                |
| hŏmo      | être humain, personne      | homoo [ˈho.moː]                    | hominidé               |
| hŭmus     | sol                        | houmouss [ˈhu.mus]                 | humus, inhumer         |
| ignis     | feu                        | ignis [ˈiŋ.nis]                    | ignifuge               |
| magnus    | grand                      | magnouss [ˈmaŋ.nus]                | magnanime              |
| nox       | nuit                       | noks [noks]                        | nocturne               |
| parvus    | petit                      | parwouss [ˈpar.wus]                |                        |
| sōl       | soleil                     | sool [soːl]                        | solaire                |
| terra     | terre (en tant qu'élément) | terra [ter.ra]                     | terrestre              |